# 椭圆形草坪
椭圆形草坪（The Ellipse）正式名称为总统公园南（President's Park South），是一个52英亩（210,000平方米）的公园，是总统公园的一部分，位于美国华盛顿哥伦比亚特区的白宫南侧。严格地说，“椭圆形”是 公园内长1公里的环形街道的名字。整个公园向公众开放，并设有各种纪念碑。此处还会举行许多年度活动。当地人经常说他“在椭圆形”，意思是这个人在椭圆形道路围合的范围。

## 历史
1791年，皮埃尔·查尔斯·朗方规划了这个公园。在美国内战期间，此处曾作为畜栏和军营。1860年，椭圆形草坪成为华盛顿参议员棒球队的比赛场地。19世纪90年代，美国国会授权由特殊群体使用椭圆形草坪，包括宗教聚会和军事营地。迟至1990年，公园内还存在棒球场和网球场。体育赛事和示威仍然在椭圆形草坪举行。1923年圣诞节前夕，卡尔文柯立芝总统开始了点亮国家圣诞树的传统。1933年8月10日，椭圆形草坪移交给国家公园管理局。 
1942年，第二次世界大战期间，国家公园管理局获准建设临时营房，作为紧急的战时措施。“白宫军营”在1954年被拆除。

## 特点

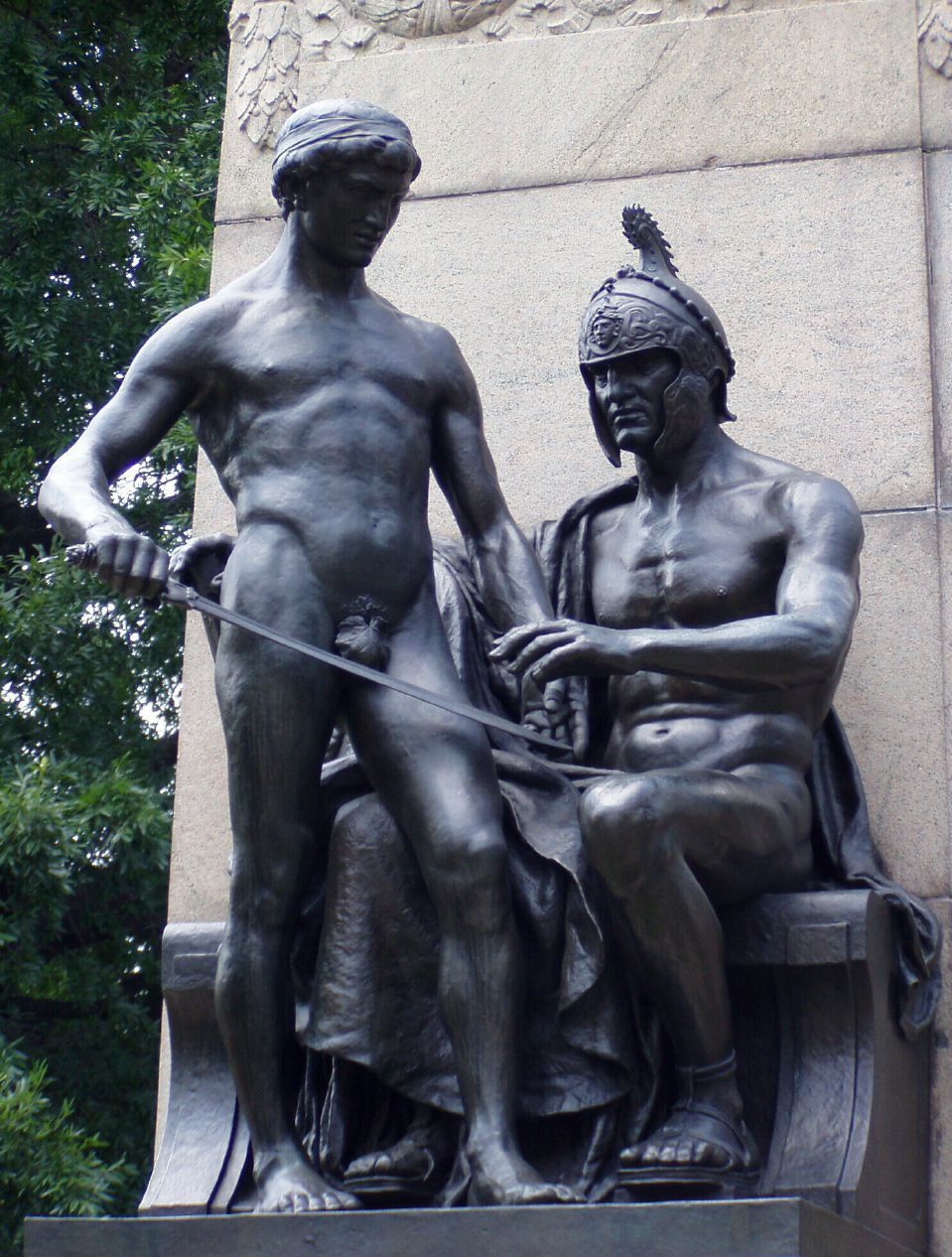
斯托本男爵纪念碑

- 童军纪念碑
- 伊妮德豪普特喷泉
- 第一步兵师纪念碑
- 第二步兵师纪念碑
- 国家灯台
- 国家圣诞树
- 零里程碑（英语：Zero Milestone）（美國公路原點）

在椭圆形草坪举行的年度活动包括圣诞和平游行、乔治华盛顿大学毕业典礼、复活节滚彩蛋比赛等。